# 查塔姆 (新罕布什爾州)
查塔姆（英語：Chatham）是一個位於美國新罕布什爾州卡羅爾縣的鎮。

## 人口
根據2020年美國人口普查的數據，查塔姆的面積為148.30平方千米，當中陸地面積為146.90平方千米，而水域面積為1.40平方千米。當地共有人口341人，而人口密度為每平方千米2人。